# Crkva sv. Tudora u Okrugu Gornjem
Crkva sv. Tudora u mjestu Okrugu Gornjem, općina Okrug.

## Opis
Crkva sv. Tudora u Okrugu u ul. Kralja Tomislava na otoku Čiovu je renesansna jednobrodna građevina s pravokutnom apsidom, orijentirana u smjeru istok-zapad. Pročelje crkve ukrašeno je rozetom, preslicom na luk i renesansnom škropionicom ugrađenom desno od glavnog ulaza u crkvu. U crkvi se nalaze tri jednostavna zidana barokna oltara. Kao menze bočnih oltara unutar broda crkve poslužila dva mramorna pluteja oltarne ograde koji su datirani okvirno u 10.st. U pločniku broda crkve ističe se novovjekovna nadgrobna ploča s reljefnim ukrasom kosira, motike i mača. Sudeći prema ugrađenim spolijama, pretpostavlja se da je objekt egzistirao još od predromanike dok su se zadnje preinake objekta dogodile tijekom baroka.

## Zaštita
Pod oznakom Z-4315 zavedena je kao nepokretno kulturno dobro - pojedinačno, pravna statusa zaštićena kulturnog dobra, klasificirano kao "sakralna graditeljska baština".